# Yvon Sana Bangui
 (août 2025).
Motif : les sources secondaires centéres ne sont pas espacées de deux ans
- Archive Wikiwix
- Bing
- Cairn
- DuckDuckGo
- E. Universalis
- Gallica
- Google
- G. Books
- G. News
- G. Scholar
- Persée
- Qwant
- (zh) Baidu
- (ru) Yandex
- (wd) trouver des œuvres sur Wikidata

| 1. | Préciser le motif de la pose du bandeau. | Précisez le motif de la pose du bandeau en utilisant la syntaxe suivante : {{admissibilité à vérifier\|date=août 2025\|motif=remplacez ce texte par le motif}}                        |
| 2. | Informer les utilisateurs concernés.     | Pensez à avertir le créateur de l'article, par exemple, en insérant le code ci-dessous sur sa page de discussion : {{subst:avertissement admissibilité à vérifier\|Yvon Sana Bangui}} |

Yvon Sana Bangui né le 25 mai 1974  à Bégoua est un haut fonctionnaire centrafricain. En 2024, il est nommé gouverneur de la Banque des États de l'Afrique centrale.

## Biographie

### Enfance et formation
Yvon Sana Bangui est né le 25 mai 1974 à Bégoua, en République centrafricaine[réf. nécessaire]. 
Ses parents sont Georgine Moussa, mère au foyer et Pierre Bangui, chauffeur. Il grandit dans la région de la Lobaye. Il y fréquente l'école de Leroy-Ndolobo, ensuite les lycées de M'baiki, l'école Cécile-Dingo de Kembé puis le lycée Barthelemy-Boganda de Bangui où il obtient un baccalauréat série C. Il obtient une licence en mathématiques appliquées et un DESA en informatique et télécommunications au Maroc. Il est titulaire d’un master en économie et gestion publique de l'université de Rennes 1 en France, et d’un master en gestion, de l'université de Yaoundé II, au Cameroun.

### Carrière
Yvon Sana Bangui entame sa carrière professionnelle à Bangui comme ingénieur data pour Centrafrique Telecom Plus, puis Acell (Moov Centrafrique). Il donne des cours à l'Office national d'informatique (ONI), et à l'Institut supérieur de technologie (IST) de l'université de Bangui. Il fait ainsi la rencontre de Faustin-Archange Touadéra, alors recteur.
En 2005, il intègre la Banque des États d’Afrique centrale (BEAC) comme cadre supérieur. De chef de service et responsable du Centre de compétences applicatives et techniques au sein de la direction de l'informatique et des télécommunications de la BEAC, il est en 2017, nommé directeur central. En 2024, il est nommé gouverneur de la Banque des États de l'Afrique centrale pour un mandat de 7 années,,.

### Vie privée
Yvon Sana Bangui est marié et père de 4 enfants.